# Technip Energies
Technip Energies N.V., det kan förekomma att företagsnamnet skrivs TechnipEnergies, är ett nederländsk-franskt multinationellt verkstadsföretag som verkar inom energiomställningar, främst grön kemi och geologisk lagring av koldioxid.
Företaget grundades den 16 februari 2021 när Technip FMC knoppade av den del, som hade ansvar för energiomställningar, och la det i ett nytt företag med namnet Technip Energies. Den 11 januari 2022 sålde Technip FMC 5% i Technip Energies för 98 miljoner brittiska pund, vilket reducerade deras innehav från 13% till 7%.
Företaget är registrerad i Amsterdam i Nederländerna medan huvudkontoret återfinns i Paris i Frankrike.